# ドレス (BUCK-TICKの曲)
「ドレス」は、日本のロックバンドであるBUCK-TICKの楽曲。
1993年5月21日にビクター音楽産業のInvitationレーベルから6枚目のシングルとしてリリースされた。作詞は櫻井敦司、作曲は星野英彦が担当し、BUCK-TICKによるセルフ・プロデュースとなっている。
7枚目のオリジナル・アルバム『darker than darkness -style 93-』（1993年）からの先行シングルとして、前作「JUPITER」より1年7ヶ月振りにリリースされた。前作に続きタイトル曲が星野の制作曲で、さらにカップリング曲も星野の制作曲となった。2024年現在、収録曲が全て星野の楽曲となっている唯一のシングルである。
オリコンチャートでは最高位5位、売り上げ枚数は17.1万枚となった。後にWOWOWテレビアニメ『トリニティ・ブラッド』（2005年）のオープニングテーマとして使用され、23枚目のシングル「ドレス (bloody trinity mix)」として再リリースされた（後述）。

## 音楽性
星野が初めてキーボードの演奏に挑戦した楽曲。音楽情報サイト『CDジャーナル』では、空間的なシンセ音や低音を活かした櫻井のボーカルにより「独特のムードを漂わせている」と表記している。

## リリース、プロモーション、メディアでの使用
1993年5月21日にビクター音楽産業のInvitationレーベルから8センチCDでリリースされた。BUCK-TICKとしては、レコード会社がビクター音楽産業株式会社名義でリリースされた最後の作品となった。カップリング曲である「六月の沖縄」はオリジナル・アルバムには未収録となった。
BUCK-TICKは1993年6月4日放送のテレビ朝日系音楽番組『ミュージックステーション』（1986年 - ）に出演し、本作を演奏している。
2002年にリリースされた『darker than darkness -style 93-』リマスター盤の初回ボーナストラックには未発表バージョン「ドレス (aux・send mix)」が収録されている。
後にWOWOWテレビアニメ『トリニティ・ブラッド』（2005年）のオープニングテーマとして使用され再リリースされた。アニメで使用されたバージョンを含めて本作には全部で4つのバージョンが存在している。

## カバー
トリビュート・アルバム『PARADE〜RESPECTIVE TRACKS OF BUCK-TICK〜』（2005年）においてabingdon boys schoolがカバーしている。後に同バンドのオリジナル・アルバム『abingdon boys school』（2007年）にも収録された。2010年の同バンドのコンサートツアー「abingdon boys school JAPAN TOUR 2010」のツアーファイナルに当たる3月20日の幕張メッセイベントホール公演において、アンコールで西川貴教が本作のワンコーラスを歌唱した後に櫻井がサプライズゲストとして登場、西川と櫻井によるデュエットとなった。また、カップリング曲である「六月の沖縄」は『PARADE〜RESPECTIVE TRACKS OF BUCK-TICK〜』においてTHEATRE BROOKがカバーしている。

## シングル収録曲
| 全作詞: 櫻井敦司、全作曲: 星野英彦、全編曲: BUCK-TICK。 |                |          |            |      |
| #                                                       | タイトル       | 作詞     | 作曲・編曲 | 時間 |
| 1.                                                      | 「ドレス」     | 櫻井敦司 | 星野英彦   | 6:00 |
| 2.                                                      | 「六月の沖縄」 | 櫻井敦司 | 星野英彦   | 3:54 |
| 合計時間:                                               | 合計時間:      | 9:54     |            |      |

## スタッフ

### BUCK-TICK
- 櫻井敦司 - ボーカル
- 今井寿 - ギター
- 星野英彦 - ギター、ピアノ、シンセサイザー
- 樋口豊 - ベース
- ヤガミトール - ドラムス、パーカッション

### 参加ミュージシャン
- 浜田理恵 - バッキングボーカル
- 横山和俊 - マニピュレート

### スタッフ
- BUCK-TICK - プロデューサー
- 田中淳一 - ディレクター
- 比留間整 - レコーディング・エンジニア、ミックス・エンジニア
- 内藤重利 - レコーディング・エンジニア
- 内田孝弘 - レコーディング・エンジニア
- 高木修 - エグゼクティブ・プロデューサー
- 村木敬史 - エグゼクティブ・プロデューサー
- 坂口賢 - アート・ディレクション&デザイン

## 収録アルバム
「ドレス」
- 『darker than darkness -style 93-』（1993年） - アルバムバージョンを収録。
- 『CATALOGUE 1987-1995』（1995年）
- 『BT』（1999年）
- 『CATALOGUE 2005』(2005年)
- 『CATALOGUE VICTOR→MERCURY 87-99』（2012年）
- 『CATALOGUE 1987-2016』（2017年）
- 『CATALOGUE THE BEST 35th anniv.』（2022年）

「六月の沖縄」
- 『BT』（1999年）

## ドレス (bloody trinity mix)
「ドレス (bloody trinity mix)」（ - ブラッディ トリニティ ミックス）は、日本のロックバンドであるBUCK-TICKの楽曲。
2005年4月20日にビクターエンタテインメントから23枚目のシングルとしてリリースされた 。初回分のみイラスト六つ折ポスターが封入されていた。
WOWOWテレビアニメ『トリニティ・ブラッド』（2005年）のオープニングテーマとして使用された。カップリング曲に1993年7月28日および7月29日の大宮ソニックシティでのライブ音源が4曲収録される形態でマキシシングルとして再リリースされた。音楽情報サイト『CDジャーナル』では「ドレス （bloody trinity mix）」に関して、「深海を彷徨っているようなビート感が、原曲に新たな魅力を加えている」と表記している。

### シングル収録曲
| 全作詞: 櫻井敦司、全編曲: BUCK-TICK。 |                                |           |          |      |
| #                                     | タイトル                       | 作詞      | 作曲     | 時間 |
| 1.                                    | 「ドレス」(bloody trinity mix) | 櫻井敦司  | 星野英彦 | 6:36 |
| 2.                                    | 「六月の沖縄」(Live)           | 櫻井敦司  | 星野英彦 | 3:55 |
| 3.                                    | 「誘惑」(Live)                 | 櫻井敦司  | 星野英彦 | 5:51 |
| 4.                                    | 「ZERO」(Live)                 | 櫻井敦司  | 今井寿   | 4:04 |
| 5.                                    | 「ドレス」(Live)               | 櫻井敦司  | 星野英彦 | 6:37 |
| 合計時間:                             | 合計時間:                      | 合計時間: | 27:03    |      |

### スタッフ
- 小島康太郎 - マスタリング・エンジニア
- 比留間整 - リミックス・エンジニア